# Paweł Potoroczyn
Paweł Rafał Potoroczyn (ur. 26 sierpnia 1961 w Warszawie) – polski menedżer kultury, dziennikarz, publicysta, przedsiębiorca i dyplomata. Od 2008 do 2016 dyrektor Instytutu Adama Mickiewicza.

## Życiorys
Ukończył studia na Wydziale Filozofii i Socjologii Uniwersytetu Warszawskiego. W 1981 założył, a następnie do 1987 kierował jako redaktor naczelny drugoobiegowym wydawnictwem Studencka Oficyna Literatów i Dysydentów SOLID. W latach 1988–1994 był właścicielem grupy firm Zebra. W latach 1991–1992 pełnił funkcję prezesa zarządu Polskiej Agencji Informacyjnej, a następnie do 1993 stał na czele spółki wydającej miesięcznik „Film”.
Od 1995 pracował w Konsulacie Generalnym RP w Los Angeles jako konsul ds. kultury. Prowadził działania na rzecz przyznania Andrzejowi Wajdzie honorowego Oscara. W 2000 objął funkcję dyrektora Instytutu Kultury Polskiej w Nowym Jorku, a pięć lat później tożsame stanowisko w Instytucie Kultury Polskiej w Londynie. Był pomysłodawcą m.in. wspólnego koncertu Adama Makowicza i Leszka Możdżera w Carnegie Hall w 2004, płyty Habakuka pt. A ty siej z piosenkami Jacka Kaczmarskiego, producentem płyty Passagalia zespołu The Poise Rite (wydanej przez EMI Music Poland w 2007) oraz występu tej grupy na Glastonbury Festival.
W czerwcu 2008 otrzymał nominację na dyrektora Instytutu Adama Mickiewicza. We wrześniu 2016 został odwołany z tego stanowiska. W 2017 sąd pracy w pierwszej instancji uznał decyzję ministra kultury i dziedzictwa narodowego o jego zwolnieniu za niezgodną z prawem.
W 2017 został dyrektorem generalnym SWPS Uniwersytetu Humanistycznospołecznego, pełnił tę funkcję do 2018.
Publikował w czasopismach polskich i zagranicznych. W 2014 został nominowany do Nagrody Literackiej „Nike” oraz do Nagrody Literackiej Gdynia za debiutancką powieść Ludzka rzecz (Wydawnictwo W.A.B., Warszawa 2013).
W wyborach w 2019 bezskutecznie kandydował do Sejmu z listy Koalicji Obywatelskiej.

## Życie prywatne
Był mężem Grażyny Szapołowskiej.